# Xenospasta flava
Xenospasta flava es una especie de coleóptero de la familia Meloidae.

## Distribución geográfica
Habita en Colombia.